# Programma T3
Il Programma T3 è un programma di ricerca astronomica condotto da astronomi professionisti e astrofili dilettanti, dedicato alla ricerca di comete tra gli asteroidi con orbite particolari presenti nella fascia principale situata tra i pianeti Giove e Marte: il criterio principale per la selezione degli asteroidi da investigare è il possesso di un parametro di Tisserand inferiore a tre. Tra i membri del team ci sono: Raoul Behrend, Luca Buzzi, Claudio Cremaschini, Sergio Foglia, Gianni Galli, Gianluca Masi (responsabile del progetto) e Maura Tombelli.
Il programma, dopo una fase iniziale di ideazione, è iniziato effettivamente nel dicembre 2005 cogliendo subito un primo riscontro positivo, confermato all'inizio del 2006: l'asteroide 2005 SB216, scoperto da LONEOS era in effetti una cometa, denominata conseguentemente P/2005 SB216 LONEOS. Questo primo risultato positivo è stato presentato, assieme al programma T3, al Meeting on Asteroids and Comets in Europe (MACE), tenutosi tra il 12 al 14 maggio 2006 a Vienna.

## Risultati
Il team T3 ha ottenuto parecchi risultati tra i quali sono degni di nota:
- 493P/LONEOS
- 439P/LINEAR: il team ha collaborato a confermare la natura cometaria dell'asteroide 2008 WZ96 scoperto da LINEAR[6][7].
- 247P/LINEAR [8][9]
- 492P/LINEAR[8][10]
- P/2011 FR143 Lemmon[11][12]
- C/2012 OP SIDING SPRING[13]
- 358P/PANSTARRS [14]
- 283P/Spacewatch
- P/2013 EW90 Tenagra[15]